# Ole Diehl
Ole Diehl (* 3. April 1964 in Kiel) ist ein deutscher Diplomat und Politikwissenschaftler. Er ist seit 2022 Vizepräsident des Bundesnachrichtendienstes, ein Amt, das er bereits von 2016 bis 2019 innehatte. Dazwischen war er von 2019 bis 2021 deutscher Botschafter in Bagdad.

## Ausbildung und Wissenschaft
Diehl studierte ab 1983 Politikwissenschaft, Öffentliches Recht und Slawistik an der Christian-Albrechts-Universität zu Kiel. Im Jahre 1988 wurde er wissenschaftlicher Referent am Bundesinstitut für ostwissenschaftliche und internationale Studien (BiOst) in Köln, aus der 2000 die Stiftung Wissenschaft und Politik hervorging, sowie bei der Deutschen Gesellschaft für Auswärtige Politik (DGAP) in Bonn. Seine Schriften beschäftigen sich mit militärischen Fragen des Warschauer Paktes und mit den ukrainisch-russischen Beziehungen. Er promovierte 1992 an der Freien Universität in Berlin zum Thema der Strategiediskussion in der Sowjetunion.

## Laufbahn
Im Jahre 1994 begann Diehl eine Attachéausbildung beim Auswärtigem Amt (AA) in Bonn. Darauf war er Referent in den Büros des damaligen Staatsministers Werner Hoyer und des damaligen Bundesaußenministers und Vizekanzlers Klaus Kinkel. 1997 wurde er Kultur- und Presseattaché an der deutschen Botschaft in Wellington (Neuseeland) und zwei Jahre später Referent für Außenpolitik in der FDP-Bundestagsfraktion als persönlicher Mitarbeiter des FDP-Bundestagsabgeordneten Kinkel. Diehl wurde 2006 Referatsleiter im Bundespräsidialamt. 2009 wechselte er als Botschaftsrat an die Deutsche Botschaft Washington, D.C. (USA). Im gleichen Jahr wurde Diehl Leiter des Parlaments- und Kabinettsreferats im AA und fünf Jahre später, im Jahr 2014, Büroleiter von Staatsministerin Maria Böhmer im AA. Ebenfalls 2014 übertrug man ihm das Amt des Referatsleiters für Mitteleuropa im AA. 
Nachdem er von 2015 bis 2016 als Generalkonsul in Masar-e Scharif (Afghanistan) tätig gewesen war, wurde Diehl zum Vizepräsidenten des Bundesnachrichtendienstes (BND) ernannt und war dort Amtsnachfolger von Michael Klor-Berchtold, der als Botschafter in den Iran wechselte. Am 19. August 2019 wurde er als Botschafter Deutschlands im Irak akkreditiert. Seine Zeit in Bagdad endete im September 2021. Sein Nachfolger wurde Martin Jäger. Am 1. März 2022 wurde Diehl erneut Vizepräsident des BND.

## Persönliches
Diehl ist mit der Vizepräsidentin des Bundesamts für Auswärtige Angelegenheiten, Barbara Quick, verheiratet und hat keine Kinder.

## Schriften (Auswahl)
- Ole Diehl: Kiew und Moskau – die ukrainisch-russischen Beziehungen als zentrales Problem deutscher und europäischer Sicherheit (= Arbeitspapiere zur Internationalen Politik. Band 84). Europa-Union-Verlag, Bonn 1994, ISBN 978-3-7713-0478-2.
- Ole Diehl: Die Strategiediskussion in der Sowjetunion – zum Wandel der sowjetischen Kriegsführungskonzeption in den achtziger Jahren. Deutscher Universitätsverlag, Wiesbaden 1993, ISBN 978-3-8244-4122-8 (Dissertation).
- Ole Diehl: UN-Einsätze der Bundeswehr. Außenpolitische Handlungszwänge und innenpolitischer Konsensbedarf. In: Europa-Archiv. Band 8, 1993, S. 219–227.
- Ole Diehl: Postsowjetische Risiken – neue Herausforderungen an die deutsche Sicherheitspolitik (= Arbeitspapiere zur Internationalen Politik. Band 70). Europa-Union-Verlag, Bonn 1993, ISBN 978-3-7713-0432-4.
- Ole Diehl: „Militärisches Denken“ – eine bislang unzugängliche Zeitschrift des sowjetischen Generalstabs. Bundesinstitut für ostwissenschaftliche und internationale Studien, Köln 1990.
- Anton Krakau, Ole Diehl: „Annähernde Parität“ der Streitkräfte in Europa? Eine kritische Analyse des östlichen Streitkräftevergleiches. Bundesinstitut für ostwissenschaftliche und internationale Studien, Köln 1989.
- Ole Diehl, Anton Krakau: Das Militärpotential des Warschauer Paktes in Europa. Bundesinstitut für ostwissenschaftliche und internationale Studien, Köln 1989.
- Anton Krakau, Ole Diehl: Die Militärexperten der sowjetischen Westforschungsinstitute und die innersowjetische Strategiediskussion. Bundesinstitut für ostwissenschaftliche und internationale Studien, Köln 1989.
- Ole Diehl, Anton Krakau: Die KRK-Initiativen des Warschauer Paktes im Lichte des sowjetischen Verständnisses von Parität und Defensivität. Bundesinstitut für ostwissenschaftliche und internationale Studien, Köln 1988.
- Ole Diehl: Die Zivilverteidigung der UdSSR und ihre Bedeutung als strategische Komponente. Bundesinstitut für ostwissenschaftliche und internationale Studien, Köln 1988.